# Vérification des pouvoirs
 (mars 2015).
Si vous disposez d'ouvrages ou d'articles de référence ou si vous connaissez des sites web de qualité traitant du thème abordé ici, merci de compléter l'article en donnant les références utiles à sa vérifiabilité et en les liant à la section « Notes et références ».
La vérification des pouvoirs est, dans une démocratie, l'acte par lequel le Parlement fait l'examen des élections. 
Cette opération soulève des questions multiples, politiques et juridiques. Elle oblige parfois à rechercher la nationalité d'un représentant, les étrangers n'étant pas éligibles, l'existence de condamnations criminelles qui entraînent l'inéligibilité, etc. 
La vérification des pouvoirs s'applique à tous les membres élus au Parlement sans exception, même à ceux dont l'élection n'est l'objet d'aucune protestation. On soumet même à la vérification les députés démissionnaires, quand on veut leur infliger le blâme d'une invalidation.